# سپیداج رنگین
سپیداج رنگین (نام علمی: Metasepia tullbergi) گونه‌ای کوچک و کم‌پژوهش است که در اقیانوس هند و اقیانوس آرام، بین ژاپن و هنگ کنگ یافت می‌شود. این یکی از دو گونه طبقه‌بندی‌شده در سردهٔ متاسپیا است. سپیداج‌های Metasepia با استخوان کوچک، کلفت، الماسی‌مانند و رنگ بدن متمایز مشخص می‌شود.
فهرست جهانی گونه‌های دریایی، سپیداج رنگین را از سردهٔ Ascarosepion فهرست می‌کند. در این سرده، آن را با ۱۳ گونه دیگر، مانند سپیداج پهن‌کلاب، سپیداج درو، و سپیداج غول‌پیکر گروه‌بندی می‌کنند. این طبقه‌بندی مجدد سردهٔ Metasepia را منسوخ می‌کند.